# Liste der Pfarren im Dekanat Hadersdorf
Das Dekanat Hadersdorf ist ein Dekanat im Vikariat Unter dem Manhartsberg der römisch-katholischen Erzdiözese Wien.

## Pfarren mit Kirchengebäuden und Kapellen
| Ort                  | Pfarrverband        | Ink.                  | Seit               | Patrozinium             | Kirchengebäude und Kapellen |                         |
| Altenwörth           | Kirchberg am Wagram |                       | 1784               | Hl. Andreas             | Pfarrkirche Altenwörth Filialkirche Winkl, Filialkirche Kollersdorf, Filialkirche Sachsendorf                                                   | Pfarrkirche Altenwörth  |
| Elsarn im Straßertal |                     |                       | 1784               | Hl. Margareta           | Pfarrkirche Elsarn im Straßertal | Pfarrkirche Elsarn      |
| Engabrunn            |                     |                       | 1866               | Hl. Sebastian           | Pfarrkirche Engabrunn | Pfarrkirche Engabrunn   |
| Etsdorf am Kamp      |                     |                       | 1231               | Hl. Jakobus der Ältere  | Pfarrkirche Etsdorf am Kamp Kapelle in Walkersdorf am Kamp, Schlosskapelle Walkersdorf                                                          | Pfarrkirche Etsdorf     |
| Fels am Wagram       |                     |                       | um 1500            | Hl. Margareta           | Pfarrkirche Fels am Wagram | Pfarrkirche Fels        |
| Feuersbrunn          | Grafenwörth         |                       | vor 1355           | Hl. Ägyd                | Pfarrkirche Feuersbrunn | Pfarrkirche Feuersbrunn |
| Grafenwörth          | Grafenwörth         | Herzogenburg (CanReg) | vor 1150           | Hl. Andreas             | Pfarrkirche Grafenwörth Kapelle in Jettsdorf, Kapelle in Oberseebarn, Kapelle in Unterseebarn                                                   | Pfarrkirche Grafenwörth |
| Gösing am Wagram     |                     |                       | 1480, neu 1753     | Hl. Johannes der Täufer | Pfarrkirche Gösing am Wagram | Pfarrkirche Gösing      |
| Hadersdorf am Kamp   |                     |                       | nach 1136          | Hll. Peter und Paul     | Pfarrkirche Hadersdorf am Kamp Kapelle in Kammern                                                                                               | Pfarrkirche Hadersdorf  |
| Haitzendorf          |                     | Herzogenburg (CanReg) | 1340               | Hl. Ulrich              | Pfarrkirche Haitzendorf | Pfarrkirche Haitzendorf |
| Kirchberg am Wagram  | Kirchberg am Wagram |                       | vor 1014           | Hl. Stephan             | Pfarrkirche Kirchberg am Wagram Filialkirche Unterstockstall, Filialkirche Engelmannsbrunn, Filialkirche Mallon, Filialkirche Neustift im Felde | Pfarrkirche Neustift    |
| Ottenthal            | Kirchberg am Wagram |                       | 1940               | Hl. Ulrich              | Filialkirche Ottenthal | Pfarrkirche Ottenthal   |
| Straß im Straßertale |                     |                       | vor 1300, neu 1640 | Mariä Himmelfahrt       | Pfarrkirche Straß im Straßertale | Pfarrkirche Straß       |

## Dekanat Hadersdorf
Es umfasst ab der Neuordnung der Vikariate vom 29. November 2015 12 Pfarren und eine Expositur im Weinviertel im nördlichen Niederösterreich mit ca. 14.500 Katholiken.
Am 29. November 2015 wurden für alle Pfarren der Erzdiözese Wien Entwicklungsräume definiert. Die Pfarren sollen in den Entwicklungsräumen stärker zusammenarbeiten, Pfarrverbände oder Seelsorgeräume bilden. Am Ende des Prozesses sollen aus den Entwicklungsräumen neue Pfarren entstehen. Im Dekanat Hadersdorf wurden folgende Entwicklungsräume festgelegt:
- Elsarn im Straßertal, Engabrunn, Etsdorf am Kamp, Hadersdorf am Kamp, Haitzendorf und Straß im Straßertal
- Altenwörth, Fels am Wagram, Feuersbrunn, Gösing am Wagram, Grafenwörth, Kirchberg am Wagram und Ottenthal bei Kirchberg am Wagram
  - Subeinheit 1: Fels am Wagram, Feuersbrunn, Gösing am Wagram und Grafenwörth
  - Subeinheit 2: Altenwörth, Kirchberg am Wagram und Ottenthal bei Kirchberg am Wagram

## Dechanten
- seit ? Franz Winter[3]